# 瀨邊地站
瀨邊地站 （日语：／ Sehiji eki */?）是一由東日本旅客鐵道（JR東日本）所管理的鐵路車站，位於日本青森縣東津輕郡蓬田村。平日只提供九班普通列車服務，包括一班直通三廐站的班次。
名稱來自阿伊努語的「sep-pet」（寬廣的河流）、「set-pet」（鳥巢的河流）或「si-pet」（大河）。

## 車站結構
現時座落的是第二代車站站舍，屬簡易車站模式，只是一座細小的單層建築物，以磚及木板所建成，為前後開放式的候車室，室內只設有數張座椅及回收資源箱。另有獨立的洗手間，設於離站舍不遠的位置。
第一代站舍為全木單層建築，為典型鐵路車站的模式，設有站務室及候車室，正門設有玄關等。而車站外更設有電話亭，後來因無人化及過於殘舊而被拆去。
由於新站舍的規模較舊站舍縮小很多，因此由月台走下來時，可以從站舍旁邊繞過便能離開車站範圍。
設有非常狹窄的側式月台1座，有效長度達6輛，列車不能交換。惟在向蟹田方向的末端設有道岔，連接月台另一側的保線軌道，長度約為2節。列車靠站時，下行往蟹田方向為右側上落；上行往青森方向則為左側上落。
在佈局和設計上，本站甚有曾是島式月台的影子，但現時仍未有足夠資料證明有關說法。

### 月台配置
| 路線    | 方向 | 目的地                          |
| ------- | ---- | ------------------------------- |
| ■津輕線 | 下行 | 蟹田方向                        |
| ■津輕線 | 上行 | 青森、經■奧羽本線往津輕新城方向 |

## 歷史
- 1958年10月21日：開業。
- 1967年4月1日：改為業務委託站，由蟹田車站管理。
- 1983年4月1日：業務委託停止，改為無人站。[3]
- 1987年4月1日：國鐵分割民營化，車站改由JR東日本管轄。
- 1999年1月：第二代站舍啟用。
- 2019年6月1日：隨著蟹田車站從直營站改為簡易委託站而不再設站長，本站改由青森車站管理。

## 相鄰車站
東日本旅客鐵道
■津輕線
鄉澤－瀨邊地－蟹田

## 外部連結
- 瀨邊地站（JR東日本） （页面存档备份，存于）（日語）